# Moritz Polk
Moritz „Mopo“ Erhard Polk (* 1990 in Hamburg) ist ein deutscher Hockeyspieler.
Polk wurde als Sohn des ehemaligen Jugend-Nationaltrainers Erhard Polk in Hamburg geboren, die Familie zog kurz darauf nach Limburg an der Lahn, wo Polk in der Jugend beim Limburger HC spielte. Um in der Bundesliga spielen zu können, wechselte Polk nach der A-Jugend zu Uhlenhorst Mülheim. Nach dem Gewinn der Vizemeisterschaft mit dem Verein wechselte er 2011 nach Hamburg zum Harvestehuder THC.
Für die FIH Champions Trophy 2012 wurde Polk, der zuvor in allen Junioren-Nationalmannschaften gespielt hatte, erstmals in den A-Kader berufen. Im australischen Melbourne bereitete er beim Spiel um Platz 5 gegen Belgien den Anschlusstreffer vor und erzielte kurz darauf später zum 4:3 sein erstes Länderspieltor. Seit 2013 gehört Polk, der die Rückennummer 11 trägt, zum erweiterten Kader der deutschen Nationalmannschaft. Bislang bestritt er 29 Länderspiele und wurde Anfang 2014 Europameister in der Halle.
Im gleichen Jahre gewann Polk mit dem Harvestehuder THC sowohl die Euro Hockey League als auch wenig später die Deutsche Meisterschaft.
Polk machte sein Abitur an der Tilemannschule und studierte Volkswirtschaftslehre.